# Sốt thung lũng Rift
Sốt thung lũng Rift (RVF) là một bệnh do virus có thể gây ra các triệu chứng từ nhẹ đến nặng. Các triệu chứng nhẹ có thể bao gồm: sốt, đau cơ và đau đầu thường kéo dài đến một tuần. Các triệu chứng nghiêm trọng có thể bao gồm: mất thị lực bắt đầu ba tuần sau khi bị nhiễm trùng, nhiễm trùng não gây đau đầu và nhầm lẫn nghiêm trọng, và chảy máu cùng với các vấn đề về gan có thể xảy ra trong vài ngày đầu. Những người bị chảy máu có khả năng tử vong cao tới 50%.
Bệnh gây ra bởi virus RVF, thuộc loại Phlebovirus. Nó lây lan bằng cách chạm vào máu động vật bị nhiễm bệnh, hít thở không khí xung quanh một con vật bị nhiễm bệnh bị giết mổ, uống sữa tươi từ động vật bị nhiễm bệnh hoặc vết muỗi cắn. Động vật như bò, cừu, dê và lạc đà có thể bị ảnh hưởng. Ở những động vật này, bệnh lây lan chủ yếu do muỗi. Có vẻ như bệnh này không lây từ người sang người khác. Bệnh được chẩn đoán bằng cách tìm kháng thể chống lại vi-rút hoặc chính vi-rút trong máu.
Phòng ngừa bệnh ở người được thực hiện bằng cách tiêm vắc-xin cho động vật chống lại bệnh. Điều này phải được thực hiện trước khi dịch bệnh xảy ra bởi vì nếu nó được thực hiện trong khi dịch bệnh có thể làm tình hình tồi tệ hơn. Ngăn chặn sự di chuyển của động vật trong khi bùng phát cũng có thể hữu ích, vì có thể làm giảm số lượng muỗi và tránh vết cắn của chúng. Có vắc-xin cho người; tuy nhiên, tính đến năm 2010 nó không có sẵn rộng rãi. Không có điều trị cụ thể và các nỗ lực y tế chỉ mang tính hỗ trợ.
Bùng phát bệnh chỉ xảy ra ở Châu Phi và Ả Rập. Bùng phát thường xảy ra trong thời gian mưa tăng làm tăng số lượng muỗi. Bệnh được báo cáo lần đầu tiên trong số các vật nuôi ở Thung lũng Rift của Kenya vào đầu những năm 1900, và virus này được phân lập lần đầu tiên vào năm 1931.